# Euspondylus
Euspondylus – rodzaj jaszczurek z rodziny okularkowatych (Gymnophthalmidae).

## Zasięg występowania
Rodzaj obejmuje gatunki występujące w Wenezueli, Ekwadorze i Peru. 

## Systematyka

### Etymologia
Euspondylus: gr. ευ eu „ładny, dobry”; σφονδυλος sphondylos lub σπονδυλος spondylos „kręgosłup”.

### Podział systematyczny
Do rodzaju należą następujące gatunki:
- Euspondylus acutirostris (Peters, 1863)
- Euspondylus auyanensis Myers, Rivas & Jadin, 2009
- Euspondylus caideni Köhler, 2003
- Euspondylus excelsum Chávez, Catenazzi & Venegas, 2017
- Euspondylus guentheri (O’Shaughnessy, 1881)
- Euspondylus maculatus Tschudi, 1845
- Euspondylus monsfumus Mijares-Urrutia, Señaris & Arends, 2001
- Euspondylus nellycarrillae Köhler & Lehr, 2004
- Euspondylus paxcorpus Doan & Adams, 2015
- Euspondylus simonsii Boulenger, 1901